# Archie Comics
Archie Comic Publications, Inc. (более известная под сокращённым названием Archie Comics) — американская компания-издатель комиксов, штаб-квартира которой располагается в Пелэме, штат Нью-Йорк. Известна своими многочисленными книгами комиксов с участием вымышленных подростков Арчи Эндрюса, Бетти Купер, Вероники Лодж, Джагхеда Джонса, Реджи Мантла, Сабрины Спеллман и музыкальной группы «Джози и кошечки». Персонажи были созданы издателем и редактором Джоном Л. Голдуотером, а их изначальный облик придуман Бобом Монтаной. Голдуотер частично использовал образы людей, которых встречал на Среднем Западе США во время собственных поисков работы и места жительства.
Арчи Эндрюс впервые появился в журнале Pep Comics #22 22 декабря 1941 года. Рисунки выполнил Монтана, историю написал Вик Блум. Голдуотер ожидал, что Арчи понравится поклонникам фильмов об Энди Харди, которого сыграл Микки Руни. Под названием Archie Comics компания издавала свой самый долгий комикс, выходивший с зимы 1942 года, а с выпуска #114 получивший укороченное название Archie. В июле 2015 года серия была перезапущена начиная с #1 с новым внешним видом персонажей и дизайном, разработанным для современного поколения читателей.
Персонажи и сюжеты Archie Comics использовались в многочисленных фильмах, телевизионных программах, мультфильмах и видеоиграх.

## История

### MLJ Magazines

#### 1939—1946: ранние годы
В ноябре 1939 года Морис Койн, Луис Зильберкляйт и Джон Д. Голдуотер основали издательскую компанию MLJ Magazines. Название было получено из начальных букв имён компаньонов.
Койн выполнял функции бухгалтера и финансового директора. Койн и Зильберкляйт уже были партнерами в компании Columbia Publishing, издававшей pulp-журналы и выпустившую последний образчик этой продукции в конце 1950-х годов. Зильберкляйт получил высшее образование в Университете Сент-Джонс, имел лицензию и регистрацию в качестве фармацевта, а также диплом юриста от Нью-Йоркской школы права. Его сферой ответственности был непосредственно на производстве: печати, распространении и финансовых результатах. Обязанности главного редактора исполнял Джон Голдуотер. Он был одним из основателей Американской ассоциации журналов комиксов (англ. Comics Magazine Association of America), президентом которой оставался в течение 25 лет. (Наиболее значимым достижением ассоциации стало создание Кодекса комиксов и административного органа, следившего за его исполнением). Голдуотер был также национальным комиссаром в Антидиффамационной лиге.
Первая книга комиксов MLJ Magazines была опубликована в ноябре 1939 года. Ей стала Blue Ribbon Comics, первую половину которой отпечатали в полном цвете, а вторую — только красной и белой краской. В январе 1940 года вышел дебютный номер Pep Comics, впервые в американской истории представивший патриотического героя — Щита (англ. Shield), созданного сценаристом и выпускающим редактором Гарри Шортеном и художником Ирвом Новиком. Top Notch Comics был выпущен в декабре 1941 года. До марта 1944 года на обложке Pep Comics изображали Щита, а затем его место занял Арчи. Щит предвосхитил появление Капитана Америки, первый комикс с которым был опубликован только спустя 14 месяцев.

### Archie Comics

#### 1946—1990-е годы
Фильмы об Энди Харди вдохновили Голдуотера на создание комикса об обычном человеке, «своём парне». Юный Арчибальд Эндрюс по прозвищу Чик дебютировал вместе с Бетти Купер в журнале Pep Comics #22 (декабрь 1941), в графическом рассказе, созданном сценаристом Виком Блумом и художником Бобом Монтаной. Арчи вскоре стал основным персонажем MLJ Magazine, что привело к изменению названия компании на Archie Comic Publications. Вскоре Зильбекляйт и Койн закрыли Columbia Publications из-за невозможности конкурировать с телевидением. В конце 1950-х, была запущена линия Archie Adventure Series с обновлённым Щитом и двумя новыми персонажами.
В февральском выпуске 1962 года журнал Help! опубликовал пародию на персонажей Archie в комиксе Goodman Goes Playboy серии Goodman Beaver. Иллюстрации выполнил Уилл Элдер. Пародируя сибаритский образ жизни в стиле Playboy, история показывала, как персонажи пьют, вступают во внебрачные отношения, угоняют автомобили, беременеют, участвуют в оргии и продают свои души Сатане. Издатель Help! Джим Уоррен 6 декабря 1961 года получил письмо от Archie Comics, обвиняющее журнал в нарушении авторских прав и требующее изъять оскорбительный номер из продажи. Уоррен не имел возможности отозвать тираж, но согласился урегулировать дело во внесудебном порядке, чтобы не впутываться в дорогостоящий судебный процесс. Уоррен выплатил Archie Comics $1000 и в следующем номере Help! опубликовал извинения. История была переиздана в 1962 году в сборнике Executive Comic Book, причём Элдер внёс в него изменения, чтобы убрать сходство с персонажами Archie. Тем не менее, Archie Comics посчитала доработки недостаточными и вновь пригрозила судебным процессом. Куртцман и Элдер урегулировали спор без суда, уступив авторские права на эту историю. Став хозяином комикса, Archie Comics не позволяла его переиздавать. Предложение Дениса Китчена включить историю в переиздание 1983 года сборника Goodman Beaver было отвергнуто. Только после того, как совладелец The Comics Journal Гари Грот обнаружил, что срок авторских прав на Goodman Goes Playboy истекает, комикс был перепечатана в The Comics Journal #262 в сентябре 2004 года, а затем стал доступен в формате PDF на сайте журнала
В середине 1960-х годов, период, который фанаты и историки называют Серебряным веком комиксов, Archie Comics перевела выпуск произведений о супергероях под отдельный импринт, Mighty Comics Group. Персонажи MLJ обновились, был добавлен казарменный юмор в стиле телесериала «Бэтмен». Импринт прекратил существование в 1967 году.
В начале 1970-х, Archie Enterprises Inc. стала публичной компанией. Но чуть более 10 лет спустя сыновья Зильберкляйта и Голдуотера, Майкл и Ричард, вновь получили над ней полный контроль и сделали частной. Майкл Зильберкляйт занимал пост главы совета директоров и соиздателя, Ричард Голдуотер — пост президента и сoиздателя. Койн, продолжавший работать в компании, вышел в отставку в 1970-х годах с поста финансового директора.
Archie Comics пробовала выпускать комиксы в жанре фэнтези и ужасов, создав в 1970-х годах импринт Red Circle Comics. В 1980-е года она возродила его на короткое время для выпуска комиксов о супергероях. В конце 1980-х планировалось вновь начать выпуск супергеройских комиксов в рамках импринта Spectrum Comics, пригласив к сотрудничеству несколько талантливых авторов и художников, однако эта идея так и не была реализована.
По лицензии от Archie Comics в 1991 компания DC Comics создала импринт Impact Comics под которым выходили истории о супергероях MLJ

#### 2000-е
4 апреля 2003 Dad’s Garage Theatre Company из Атланты планировала представить публике новую пьесу Роберто Агирре-Сакаса, Archie’s Weird Fantasy, в которой Арчи Эндрюс совершал каминг-аут и переезжал в Нью-Йорк. За день до премьеры Archie Comics выпустила требование о запрете показа, угрожая судебным разбирательством, если пьеса состоится в соответствии со сценарием. Художественным руководитель Dad’s Garage Шон Дэниелс сказал: «Спектакль должен был показать Арчи и его приятелей из Ривердейла взрослыми, не скрывающими свою ориентацию и сталкивающимися с цензурой. Archie Comics посчитала, что если Арчи Эндрюс будет изображён геем, это ослабит и очернит его образ». Спектакль был показан несколько дней спустя под названием Weird Comic Book Fantasy, а имена персонажей стали иными. В 2014 году Агирре-Сакаса стал главным креативным директором Archie Comics.
В 2005 году Archie Comics подала в суд на музыкальную группу The Veronicas, обвиняя в нарушении прав на товарный знак: истец утверждал, что название группы основано на имени персонажа комиксов. В результате Archie Comics и лейбл Sire Records, под которым работала группа, заключила соглашения о сотрудничестве.
В 2008 году Archie Publications продлила лицензию DC Comics на супергероев MJL для импринта Red Circle.

#### 2010-е
После смерти Ричарда Голдуотера в 2007 году и Майкла Зильберкляйта в 2008 году, вдова Зильберкляйта, Нэнси, и сводный брат Голдуотера, Джонатан, получили компанию с 2009 года под совместное управление. Нэнси Зильберкляйт, бывшая учительница рисования в начальных классах, взяла на себя ответственность за учебные и театральные проекты, а Джон Голдуотер, бывший музыкальный менеджер, занялся текущими вопросами компании, издательской и развлекательной деятельностью. В июле 2011 году компания подала иск против Зильберкляйт, а январе 2012 Голдуотер лично обратился в суд с обвинением в принятии неудачных для бизнеса решений. Зильберкляйт в ответ обвинила Голдуотера в клевете. По состоянию на февраль 2012 года судья Верховного суда правосудия штата Нью-Йорк Ширли Конрейх оштрафовал Зильберкляйт на $500 за нарушение осеннего постановления, временно запрещавшего ей появляться в офисе компании, и предупредил, что суд может назначить временного управляющего для защиты активов компании. В мае 2016 года судебный процесс был прекращён.
Начиная с 2010 года компания сотрудничает с Random House Publisher Services для распространения своей продукции, включая книги в мягкой обложке, оригинальные графические новеллы и другие форматы книг. Количество книг комиксов, выпущенных Archie Comics за этот период, увеличилось с 11 в 2010 до 33 в 2012 году и до 40 в 2013 году. Общие продажи с 2010 года также выросли на 410 % для книг и 1000 % для электронных книг.
Начиная с июля 2010 года начал выходить комикс Life with Archie. В серию вошли две отдельные сюжетные линии, исследующие два возможных варианта будущего: мир, где Арчи женится на Бетти, и мир, где он женится на Веронике. Серия также включает более актуальные в настоящее время темы: смерть, проблемы брака, однополые браки, рак, финансовые проблемы и вопросы контроль над огнестрельным оружием.
Кевин Келлер, первый в истории Archie Comics персонаж-гей, дебютировал в журнале Veronica #202 в сентябре 2010 года. Келлер появился после разговора между издателем и генеральным директором Джоном Голдуотером с давним автором Archie Comics Дэном Парентом о внесении большего разнообразия в Ривердейл. Беседа состоялась во время первого творческого саммита компании. Комикс был быстро распродан оптовыми партиями, что побудило Archie Comics впервые организовать переиздание только одного выпуска. В июне 2011 года Келлер стал героем собственного мини-сериала из четырёх выпусков. После успеха персонажа и популярности мини-сериала, для Кевина Келлера была создана серия комиксов с выпусками каждые два месяца. Сценаристом и художником стал Дэн Парент, первый номер вышел в начале 2012 года. В 2013 году этой серии была вручена награда Outstanding Comic Book.
В марте 2011 года, экземпляр Archie Comics #1, впервые опубликованного в 1942 году, был продан на аукционе за $167 300, что стало рекордной суммой для несупергеройского комикса.
В апреле 2011 года, Archie Comics первой среди крупных издателей открыла доступ ко всем комиксам в цифровом виде в тот же день, когда в продаже появились печатные версии. С этим решением она опередила на пять месяцев DC Comics, и на одиннадцать — Marvel Comics. На New York Comic Con в октябре 2011 года Archie Comics объявила, что её супергерои вернутся под цифровым импринтом Red Circle, который подразумевает распространение по подписке с возможностью доступа к архиву ранее приобретённых комиксов. Первым под этим импринтом в 2012 году вышел обновлённый комикс New Crusaders.
В октябре 2013 года Archie Comics выпустила первый хоррор-комикс Afterlife with Archie, в котором Арчи Эндрюс и его товарищи оказываются в центре зомби-апокалипсиса, охватившего Ривердейл. Сценарий комикса написал креативный директор компании Роберто Агирре-Сакаса, иллюстрации выполнил Франческо Франкавилла. Afterlife with Archie также стал первым комиксом, продававшимся только в специализированных магазинах и получившим рейтинг «TEEN+». Помимо зомби, темами комиксов серии становились оккультные ритуалы, демоны и Ктулху.
Успех серии Afterlife with Archie вызвал появление ещё одной хоррор-серии, Chilling Adventures of Sabrina, которая стартовала в октябре 2014 года с Агирре-Сакасой в качестве сценариста и Робертом Хаком в качестве художника. Действие Chilling Adventures of Sabrina разворачивалось в 1960-е годы в городе Гриндейл и рассказывало о приключениях 16-летней Сабрины Спеллмен, ведьме-ученице, влюблённой в Харви Кинкла.
9 апреля 2014 года Archie Comics объявила, что повзрослевший Арчи Эндрюс из серии Life with Archie умрет июльском выпуске 2014 года, и этот номер станет предпоследним. Джон Голдуотер подтвердил, что героя ждёт одинаковая судьба в обоих из линиях будущего, за которыми следила серия. В июле 2014 года стало известно, что Арчи погиб, спасая сенатора Кевина Келлера от пули снайпера в комиксе Life With Archie #36.
В июле 2014 года Archie Comics объявила, что с 2015 года супергеройский импринт Red Circle будет переименован в Dark Circle Comics. Под новым импринтом будут выходить отдельные истории о супергероях, созданные в жанре хоррора, детектива и приключений. В первых выпусках обновлённого бренда появились Чёрный Капюшон (англ. Black Hood), Лис (англ. The Fox) и Щит.
Dark Circle Comics официально дебютировал с выпуском первого номера The Black Hood за авторством сценариста Дуэйна Свирцински и художника Майкла Гейдоса в феврале 2015 года. Комикс был предназначен для взрослой аудитории и представил офицера Грегори Хеттингера, нового Чёрного Капюшона, имеющего пристрастие к обезболивающим в результате стрельбы у школы в Филадельфии. В апреле вышел комикс с Лисом, который продолжил его приключения новой историей из пяти частей под названием Fox Hunt. Серия была написана в соавторстве Дином Хаспилем и Марком Уэйдом, иллюстрации выполнил Хаспил.
The Shield вышел в октябре, соавторами сценария стали Чак Уэндиг и Адам Кристофер, художником выступил Дрю Джонсон. Новым Щитом оказалась женщина, Виктория Адамс.
The Hangman хоррор-серия о сверхъестественном, написанная Фрэнком Тиери и нарисованная Феликсом Руизом, была запущена в ноябре 2015 года. Она рассказывала о гангстере Майке Минетте, нашедшим смерть и заключившим сделку с дьяволом, чтобы стать новым Вешателем, после того как предыдущий отправился на небеса.
В декабре 2014 года Archie Comics анонсировала перезапуск флагманской серии Archie, что произошло впервые с 1942 года. Первый выпуск вышел в июле 2015 года. Новая серия предложила современный взгляд на Арчи Эндрюса от сценариста Марка Уэйда и иллюстратора Фионы Степлс. Новые истории продолжались несколько выпусков. Однако после первых трёх номеров Степлс покинула сериал, и её место на один номер заняла Энни Ву, после чего постоянным художником комикса стала Вероника Фиш, начавшая работу с выпуск #5 в январе 2016 года. Обновлённый комикс получил от IGN титул «Лучший новый сериал комиксов 2015 года».
В марте 2015 года Archie Comics объявила о выходе двух приостановленных хоррор-серий под новым импринтом Archie Horror. В апреле появился с Chilling Adventures of Sabrina #2, в мае — Afterlife with Archie #8.
11 мая 2015 года Archie Comics начала на Kickstarter кампанию по сбору $350 000 на выпуск трёх дополнительных серий: Jughead, Life with Kevin и обновлённой Betty and Veronica. Через пять дней кампания была свёрнута после критической реакции читателей. Однако было заявлено, что все три комикса будут выпущены, но в более поздний срок.

## Сеттинги

### Archie
Действие комикса Archie разворачивается в вымышленном американском городке Ривердейл, местоположение которого точно не определено.
По оценке New York Times, Боб Монтала, создавший исходный образ Арчи и его товарищей, взял за основу Средний Запад США, что связано с воспоминаниями совладельца компании Archie Comics Джона Д. Голдуотера о времени, проведённом в Хайавате, штат Канзас[55].
К 60-летию комикса в 2002 году в каждом выпуске дайджеста публиковались намёки на географические и исторические корни Ривердейла.

### Супергерои
Изначально MLJ публиковала короткие юмористические и приключенческие комиксы в виде книг-антологий. Однако уже в Blue Ribbon Comics #2 появляется первый супергерой, Боб Призрак (англ. Bob Phantom)[5]. В январе 1940 года в Pep Comics дебютировал Щит, первый патриотический супергерой США[7]. К другим супергероям золотого века MLJ относятся Чёрный Капюшон, появлявшийся также в pulp-журналах[56][57] и радиопостановках;[57][58] и Волшебник (англ. The Wizard), деливший комиксы со Щитом[59].
В середине 1960-х годов, в серебряный век Archie Comics супергеройская серия была возрождена: появились обновлённый Щит, были придуманы новые персонажи: Ягуар (англ. Jaguar) и Муха (англ. Fly)[5]. Под импринтом Mighty Comics Group была выпущена первая книга о команде супергероев «Могущественные крестоносцы» (англ. Mighty Crusaders)[61].
В 1980-х годах «Могущественные крестоносцы»[61], Чёрный Капюшон, Комета (англ. Comet), Муха и ещё две версии Щита стали героями отдельных книг комиксов[62].
В 2015 году состоялось очередное обновление супергеройских комиксов, появились новые выпуски о Чёрном Капюшоне, Лисе и Вешателе.

## Публикации

### Печатные издания, действующие в 2016 году
New Riverdale
- Archie vol. 2 (с июля 2015)
- Jughead vol. 3 (с октября 2015)
- Betty and Veronica vol. 3 (с июля 2016)
- Josie and the Pussycats vol. 2 (с сентября 2016)
- Reggie and Me vol. 2 (с декабря 2016)

Archie Action
- Sonic Archives (с мая 2011)
- Sonic Select (с июня 2011)
- Sonic the Hedgehog vol. 3 (с июля 1993)[51][52]
- Sonic Universe (с февраля 2009)

Archie Horror
- Afterlife with Archie (с октября 2013)
- Chilling Adventures of Sabrina (с октября 2014)[53]

Dark Circle Comics
- The Black Hood (с февраля 2015)
- The Fox (с апреля 2015)
- The Shield (с октября 2015)
- The Hangman (с ноября 2015)

The Archie Library
- Archie’s Funhouse Comics Double Digest (с января 2014)
- Archie Comics Double Digest (с января 1982)
- B & V Friends Comics Digest (с ноября 2010)
- Betty and Veronica Comics Double Digest (с июня 1987)
- Jughead and Archie Comics Double Digest (с июня 2014)
- Sonic Super Comics Digest (с ноября 2012)
- World of Archie Comics Double Digest (с октября 2010)

### Репринты
- Archie Archives Vol. 1 (Pep Comics #22-38; Archie Comics #1-2; Jackpot Comics #4-8)
- Archie Archives Vol. 2 (Pep Comics #39-45; Archie Comics #3-6; Jackpot Comics #9)
- Archie Archives Vol. 3 (Pep Comics #46-50; Archie Comics #7-10)
- Archie Archives Vol. 4 (Pep Comics #51-53; Archie Comics #11-14)
- Archie Archives Vol. 5 (Pep Comics #54-56; Archie Comics #15-18)
- Archie Archives Vol. 6 (Pep Comics #57-58; Archie Comics #19-22)
- Archie Archives Vol. 7 (Pep Comics #59-61; Archie Comics #23-25; Laugh Comics #20-21)
- Archie Archives Vol. 8 (Pep Comics #62-64; Archie Comics #26-28; Laugh Comics #22-23)
- Archie Archives Vol. 9 (Pep Comics #65-67; Archie Comics #29-31; Laugh Comics #25-26)

### Телевидение

#### Анимационные фильмы
В 1968, CBS выпустила в эфир мультипликационный сериал The Archie Show, созданный студией Filmation. Трансляция продолжалась всего один сезон, а затем в течение 10 лет повторялась. Сериал получил несколько спин-оффов, частично использовавших вырезки из оригинальной программы. В 1970 году появился мультсериал Sabrina the Teenage Witch, также созданный Filmation. Также в 1970 в программе Saturday morning cartoon стали выходить эпизоды сериала Josie and the Pussycats, подготовкой которых занималась студия Hanna-Barbera Productions, создавшая такие популярные сериалы, как «Мишка Йоги», «Флинтстоуны», «Джетсоны» и «Скуби-Ду, где ты!». Этот мультсериал получил продолжение в спин-оффе Josie and the Pussycats in Outer Space, вышедшем в 1972 году. The Archie Show, Sabrina, the Teenage Witch, Josie and the Pussycats и несколько спин-оффов были выпущены в виде сборников на DVD.
В 1987 году DIC Entertainment создала для Saturday morning cartoon сериал The New Archies. В этом мультфильме рассказывалось о ранних годах Арчи и его товарище, когда они учились в средней школе. Было выпущено 14 эпизодов, которые транслировались на протяжении 1987 года, а затем вышли в эфир повторно в 1989. Archie Comics адаптировала сериал для нескольких выпусков одноимённого комикса. В 1991 и 1993 году повторный показ сериала состоялся на The Family Channel, а с 1998 по 2002 — на Toon Disney. Среди нововведений мультсериала — появление афроамериканца Юджина (вместо Дилтона Дойли) с подругой Амани и собаки Арчи по кличке Рэд.
В 1999 DIC Entertainment создала ещё один мультсериал, Archie's Weird Mysteries, в котором Арчи и его товарищи распутывали загадки родного Ривердейла. Сериал транслировался в сети PAX network, в эфир вышло 40 эпизодов в течение одного сезона. Впоследствии сериал появлялся в других вещательных сетях, а в 2012 году вышел на DVD. В дополнение к мультфильмам об Арчи, DIC создала сериалы Sabrina: the Animated Series, Sabrina's Secret Life и Sabrina: Friends Forever; в этих мультфильма ведьма-ученица также показана в более ранние годы, чем в основном комиксе. Эти мультфильмы также были опубликованы в виде печатных изданий.
В 2013 году в эфир вышел мультсериал Sabrina: Secrets of a Teenage Witch, созданный MoonScoop. Он состоял из 26 эпизодов и транслировался по Hub Network с октября 2013 года по июнь 2014 года.

#### Телефильмы
В начале 1970-х годов на американском телевидении вышло несколько телепрограмм, посвящённых Арчи и его товарищам с живым исполнением ролей. В 1990 году NBC транслировала фильм Archie: To Riverdale and Back Again (Archie: Return to Riverdale при издании на видео), в котором Кристофер Рич (англ. Christopher Rich) сыграл 30-летнего Арчи Эндрюса, приезжающего в Ривердейл на встречу одноклассников.
В 1996 году кабельная сеть Showtime транслировала телефильм «Сабрина — маленькая ведьма», в котором роль Сабрины исполнила Мелисса Джоан Харт. Фильм стал пилотным для телесериала, первый эпизод которого вышла на ABC в 1996 году. Ситком достаточно близко следовал сюжету комиксов и продолжал выходить до 2003. Телефильм и сериал выпущены на DVD.

#### Телесериалы
В 2016 году на канале The CW вышел телесериал «Ривердейл», а в 2020 году его спин-офф «Кэти Кин».
В 2018 году на платформе Netflix вышел телесериал «Леденящие душу приключения Сабрины».

### Кинофильмы
В 2001 году Universal Studios и Metro-Goldwyn-Mayer выпустили фильм «Джози и кошечки», основанный на одноимённом комиксе.

### Картины
В 2014 году Tripoli Gallery в Саутхэмптоне, штат Нью-Йорк, организовала выставку картин Гордона Стивенсона (англ. Gordon Stevenson), в которых использованы персонажи Archie.

## Признание
Почтовая служба США включила Арчи в набор из пяти 44-центовых коммеморативных марок на тему «Воскресные комиксы», выпущенный 16 июля 2010 года. На марке изображены Вероника, Арчи и Бетти, пьющие шоколадный молочный коктейль. На других марках изображены персонажи из комиксов Beetle Bailey, Calvin and Hobbes, Garfield и Dennis the Menace.